# بیاض (انار)
بیاض، روستایی از توابع بخش مرکزی شهرستان انار در استان کرمان ایران است.

## جمعیت
این روستا در دهستان بیاض قرار دارد و جمعیت آن ۳٫۸۶۹ نفر بوده‌است.